# Course au poste de porte-parole féminine de Québec solidaire de 2024
La course au poste de porte-parole féminine de Québec solidaire de 2024 se déroulera à la suite de la démission d'Émilise Lessard-Therrien comme porte-parole féminine de la formation politique de gauche le 29 avril 2024. Sa successeure sera nommée lors du prochain congrès tenu par le parti. Le 2 mai 2024, le parti annonce que Christine Labrie assumera la fonction de porte-parole féminine par intérim pour cette période. Le 15 octobre 2024, Gabriel Nadeau-Dubois, porte-parole masculin de Québec solidaire, dévoile que Ruba Ghazal deviendra la porte-parole féminine du parti à partir de novembre 2024.

## Déroulement
- 29 avril : Émilise Lessard-Therrien annonce sur les réseaux sociaux sa démission au poste de porte-parole féminine de Québec solidaire
- 2 mai : annonce par le parti de la nomination de Christine Labrie comme porte-parole féminine par intérim
- 24 mai : début du Conseil national de Québec solidaire à Saguenay